# MTV Europe Music Awards/Best Hip-Hop
Die MTV Europe Music Award for Best Hip-Hop gehört zu den 1997 beim MTV Europe Music Awards eingeführten Genrekategorien, zunächst unter dem Namen Best Rap. Zwischen 2007 und 2009 pausierte der Award. Mit neun Awards gewann Eminem den Award am häufigsten, dazu noch einmal mit seiner Crew D12. Es folgt Nicki Minaj, die einzige Frau, die diese Kategorie gewonnen hat, mit insgesamt fünf Auszeichnungen.

## Nominierte und Gewinner

### 1990er
| Jahr                 | Künstler | EN |
| -------------------- | -------- | -- |
| 1997                 |          |    |
| Will Smith           | [ 1 ]    |    |
| Blackstreet          | [ 1 ]    |    |
| Coolio               | [ 1 ]    |    |
| Puff Daddy           | [ 1 ]    |    |
| The Notorious B.I.G. | [ 1 ]    |    |
| 1998                 | [ 1 ]    |    |
| Beastie Boys         | [ 2 ]    |    |
| Puff Daddy           | [ 2 ]    |    |
| Missy Elliott        | [ 2 ]    |    |
| Pras                 | [ 2 ]    |    |
| Busta Rhymes         | [ 2 ]    |    |
| 1999                 | [ 2 ]    |    |
| Eminem               | [ 3 ]    |    |
| Beastie Boys         | [ 3 ]    |    |
| Busta Rhymes         | [ 3 ]    |    |
| Puff Daddy           | [ 3 ]    |    |
| Will Smith           | [ 3 ]    |    |

### 2000er
| Jahr          | Künstler | EN |
| ------------- | -------- | -- |
| 2000          |          |    |
| Eminem        | [ 4 ]    |    |
| Dr. Dre       | [ 4 ]    |    |
| Cypress Hill  | [ 4 ]    |    |
| Wyclef Jean   | [ 4 ]    |    |
| Busta Rhymes  | [ 4 ]    |    |
| 2001          | [ 4 ]    |    |
| Eminem        | [ 5 ]    |    |
| D12           | [ 5 ]    |    |
| Missy Elliott | [ 5 ]    |    |
| Outkast       | [ 5 ]    |    |
| P. Diddy      | [ 5 ]    |    |
| 2002          | [ 5 ]    |    |
| Eminem        | [ 6 ]    |    |
| Nelly         | [ 6 ]    |    |
| P. Diddy      | [ 6 ]    |    |
| Busta Rhymes  | [ 6 ]    |    |
| Ja Rule       | [ 6 ]    |    |
| 2003          | [ 6 ]    |    |
| Eminem        | [ 7 ]    |    |
| 50 Cent       | [ 7 ]    |    |
| Missy Elliott | [ 7 ]    |    |
| Jay Z         | [ 7 ]    |    |
| Nelly         | [ 7 ]    |    |
| 2004          | [ 7 ]    |    |
| D12           | [ 8 ]    |    |
| Beastie Boys  | [ 8 ]    |    |
| Jay Z         | [ 8 ]    |    |
| Nelly         | [ 8 ]    |    |
| Kanye West    | [ 8 ]    |    |
| 2005          | [ 8 ]    |    |
| Snoop Dogg    | [ 9 ]    |    |
| 50 Cent       | [ 9 ]    |    |
| Akon          | [ 9 ]    |    |
| Missy Elliott | [ 9 ]    |    |
| Kanye West    | [ 9 ]    |    |
| 2006          | [ 9 ]    |    |
| Kanye West    | [ 10 ]   |    |
| Missy Elliott | [ 10 ]   |    |
| Sean Paul     | [ 10 ]   |    |
| Diddy         | [ 10 ]   |    |
| Busta Rhymes  | [ 10 ]   |    |

### 2010er
| Jahr                    | Künstler | EN |
| ----------------------- | -------- | -- |
| 2010                    |          |    |
| Eminem                  | [ 11 ]   |    |
| Snoop Dogg              | [ 11 ]   |    |
| T.I.                    | [ 11 ]   |    |
| Lil Wayne               | [ 11 ]   |    |
| Kanye West              | [ 11 ]   |    |
| 2011                    | [ 11 ]   |    |
| Eminem                  | [ 12 ]   |    |
| Lil Wayne               | [ 12 ]   |    |
| Jay Z and Kanye West    | [ 12 ]   |    |
| Pitbull                 | [ 12 ]   |    |
| Snoop Dogg              | [ 12 ]   |    |
| 2012                    | [ 12 ]   |    |
| Nicki Minaj             | [ 13 ]   |    |
| Drake                   | [ 13 ]   |    |
| Jay Z and Kanye West    | [ 13 ]   |    |
| Nas                     | [ 13 ]   |    |
| Rick Ross               | [ 13 ]   |    |
| 2013                    | [ 13 ]   |    |
| Eminem                  | [ 14 ]   |    |
| Drake                   | [ 14 ]   |    |
| Jay Z                   | [ 14 ]   |    |
| Macklemore & Ryan Lewis | [ 14 ]   |    |
| Kanye West              | [ 14 ]   |    |
| 2014                    | [ 14 ]   |    |
| Nicki Minaj             | [ 15 ]   |    |
| Drake                   | [ 15 ]   |    |
| Eminem                  | [ 15 ]   |    |
| Iggy Azalea             | [ 15 ]   |    |
| Kanye West              | [ 15 ]   |    |
| 2015                    | [ 15 ]   |    |
| Nicki Minaj             | [ 16 ]   |    |
| Drake                   | [ 16 ]   |    |
| Kendrick Lamar          | [ 16 ]   |    |
| Kanye West              | [ 16 ]   |    |
| Wiz Khalifa             | [ 16 ]   |    |
| 2016                    |          |    |
| Drake                   | [ 17 ]   |    |
| Future                  | [ 17 ]   |    |
| G-Eazy                  | [ 17 ]   |    |
| Kanye West              | [ 17 ]   |    |
| Wiz Khalifa             | [ 17 ]   |    |
| 2017                    | [ 17 ]   |    |
| Eminem                  | [ 18 ]   |    |
| Drake                   | [ 18 ]   |    |
| Future                  | [ 18 ]   |    |
| Kendrick Lamar          | [ 18 ]   |    |
| Post Malone             | [ 18 ]   |    |
| 2018                    |          |    |
| Nicki Minaj             | [ 19 ]   |    |
| Drake                   | [ 19 ]   |    |
| Eminem                  | [ 19 ]   |    |
| Migos                   | [ 19 ]   |    |
| Travis Scott            | [ 19 ]   |    |
| 2019                    |          |    |
| Nicki Minaj             | [ 20 ]   |    |
| 21 Savage               | [ 20 ]   |    |
| Cardi B                 | [ 20 ]   |    |
| J. Cole                 | [ 20 ]   |    |
| Travis Scott            | [ 20 ]   |    |